# Kurgán (Rusia)
Kurgán (en ruso: Курган) es una ciudad del suroeste del distrito federal del Ural de la Federación de Rusia. Es capital del óblast de Kurgán.

## Toponimia
Su nombre (en ruso, túmulo), hace referencia a los antiguos túmulos encontrados en la zona. 

## Ubicación
Se encuentra al este de Cheliábinsk, en la margen izquierda del río Tobol, que es un afluente del río Irtish que, a su vez, lo es del río Obi.

## Clima
| Parámetros climáticos promedio de Kurgán (normales 1991–2020, extremos 1893–presente) | Parámetros climáticos promedio de Kurgán (normales 1991–2020, extremos 1893–presente) | Parámetros climáticos promedio de Kurgán (normales 1991–2020, extremos 1893–presente) | Parámetros climáticos promedio de Kurgán (normales 1991–2020, extremos 1893–presente) | Parámetros climáticos promedio de Kurgán (normales 1991–2020, extremos 1893–presente) | Parámetros climáticos promedio de Kurgán (normales 1991–2020, extremos 1893–presente) | Parámetros climáticos promedio de Kurgán (normales 1991–2020, extremos 1893–presente) | Parámetros climáticos promedio de Kurgán (normales 1991–2020, extremos 1893–presente) | Parámetros climáticos promedio de Kurgán (normales 1991–2020, extremos 1893–presente) | Parámetros climáticos promedio de Kurgán (normales 1991–2020, extremos 1893–presente) | Parámetros climáticos promedio de Kurgán (normales 1991–2020, extremos 1893–presente) | Parámetros climáticos promedio de Kurgán (normales 1991–2020, extremos 1893–presente) | Parámetros climáticos promedio de Kurgán (normales 1991–2020, extremos 1893–presente) | Parámetros climáticos promedio de Kurgán (normales 1991–2020, extremos 1893–presente) |
| Mes                                                                                   | Ene.                                                                                  | Feb.                                                                                  | Mar.                                                                                  | Abr.                                                                                  | May.                                                                                  | Jun.                                                                                  | Jul.                                                                                  | Ago.                                                                                  | Sep.                                                                                  | Oct.                                                                                  | Nov.                                                                                  | Dic.                                                                                  | Anual                                                                                 |
| ------------------------------------------------------------------------------------- | ------------------------------------------------------------------------------------- | ------------------------------------------------------------------------------------- | ------------------------------------------------------------------------------------- | ------------------------------------------------------------------------------------- | ------------------------------------------------------------------------------------- | ------------------------------------------------------------------------------------- | ------------------------------------------------------------------------------------- | ------------------------------------------------------------------------------------- | ------------------------------------------------------------------------------------- | ------------------------------------------------------------------------------------- | ------------------------------------------------------------------------------------- | ------------------------------------------------------------------------------------- | ------------------------------------------------------------------------------------- |
| Temp. máx. abs. (°C)                                                                  | 4.3                                                                                   | 8.0                                                                                   | 17.3                                                                                  | 31.3                                                                                  | 36.6                                                                                  | 38.5                                                                                  | 41.2                                                                                  | 38.5                                                                                  | 35.8                                                                                  | 24.6                                                                                  | 14.2                                                                                  | 5.8                                                                                   | 41.2                                                                                  |
| Temp. máx. media (°C)                                                                 | −11.4                                                                                 | −8.9                                                                                  | -0.7                                                                                  | 11.1                                                                                  | 20.2                                                                                  | 24.5                                                                                  | 25.8                                                                                  | 23.6                                                                                  | 17.1                                                                                  | 8.8                                                                                   | -2.5                                                                                  | -9.2                                                                                  | 8.2                                                                                   |
| Temp. media (°C)                                                                      | -15.5                                                                                 | -13.8                                                                                 | -5.7                                                                                  | 5.1                                                                                   | 13.4                                                                                  | 18.2                                                                                  | 19.7                                                                                  | 17.4                                                                                  | 11.1                                                                                  | 4.1                                                                                   | -6.0                                                                                  | -12.9                                                                                 | 2.9                                                                                   |
| Temp. mín. media (°C)                                                                 | −19.4                                                                                 | −18.3                                                                                 | −10.2                                                                                 | 0.0                                                                                   | 6.8                                                                                   | 11.9                                                                                  | 13.7                                                                                  | 11.9                                                                                  | 6.2                                                                                   | 0.2                                                                                   | −9.3                                                                                  | −16.6                                                                                 | -1.9                                                                                  |
| Temp. mín. abs. (°C)                                                                  | −47.9                                                                                 | −47.9                                                                                 | −44.3                                                                                 | −27.2                                                                                 | −10.5                                                                                 | -3.5                                                                                  | 2.8                                                                                   | -1.6                                                                                  | −7.7                                                                                  | −24.8                                                                                 | −38.8                                                                                 | −46.4                                                                                 | −47.9                                                                                 |
| Precipitación total (mm)                                                              | 18                                                                                    | 14                                                                                    | 18                                                                                    | 22                                                                                    | 38                                                                                    | 51                                                                                    | 61                                                                                    | 52                                                                                    | 34                                                                                    | 34                                                                                    | 28                                                                                    | 21                                                                                    | 391                                                                                   |
| Días de lluvias (≥ 1 mm)                                                              | 1                                                                                     | 1                                                                                     | 4                                                                                     | 10                                                                                    | 16                                                                                    | 16                                                                                    | 15                                                                                    | 17                                                                                    | 18                                                                                    | 14                                                                                    | 6                                                                                     | 2                                                                                     | 120                                                                                   |
| Días de nevadas (≥ 1 mm)                                                              | 23                                                                                    | 18                                                                                    | 14                                                                                    | 6                                                                                     | 2                                                                                     | 0.1                                                                                   | 0                                                                                     | 0                                                                                     | 1                                                                                     | 9                                                                                     | 17                                                                                    | 21                                                                                    | 111                                                                                   |
| Horas de sol                                                                          | 72                                                                                    | 118                                                                                   | 185                                                                                   | 237                                                                                   | 279                                                                                   | 306                                                                                   | 300                                                                                   | 251                                                                                   | 180                                                                                   | 109                                                                                   | 69                                                                                    | 56                                                                                    | 2162                                                                                  |
| Humedad relativa (%)                                                                  | 82                                                                                    | 80                                                                                    | 78                                                                                    | 66                                                                                    | 59                                                                                    | 63                                                                                    | 69                                                                                    | 72                                                                                    | 74                                                                                    | 77                                                                                    | 81                                                                                    | 81                                                                                    | 74                                                                                    |
| Fuente n.º 1: Pogoda.ru.net                                                           |                                                                                       |                                                                                       |                                                                                       |                                                                                       |                                                                                       |                                                                                       |                                                                                       |                                                                                       |                                                                                       |                                                                                       |                                                                                       |                                                                                       |                                                                                       |
| Fuente n.º 2: NOAA (horas de sol 1961–1990)                                           |                                                                                       |                                                                                       |                                                                                       |                                                                                       |                                                                                       |                                                                                       |                                                                                       |                                                                                       |                                                                                       |                                                                                       |                                                                                       |                                                                                       |                                                                                       |

## Demografía
En 1897 tenía contabilizada una población de 10 579 habitantes. En 2021 tenía 309 285 habitantes.

## Economía
La ciudad, situada en una rica región agrícola, es un núcleo industrial y comercial comunicado por el ferrocarril transiberiano. Se fabrica maquinaria agrícola y alimentos preparados. Kurgán se fundó en el siglo XVII y pronto se convirtió en el principal mercado de la región
Orden de la Bandera Roja del Trabajo (1982).